# 陳國明
陈国明（Desmond Tan Kok Ming；1970年—），新加坡華裔政治人物，2020年7月起担任了新加坡永续发展与环境部及新加坡内政部长。

## 争议

### 批评合力追踪
2021年1月，陈国明在新加坡国会上指出，合力追踪的用户数据可根据新加坡《刑事訴訟法》规定用于刑事調查。。新加坡智慧国及数码政府署称，警方只会在七类严重刑事案件调查时才会使用合力追踪用户数据，并修法明確使用規範。